# Spitalul Lariboisière
Hôpital Lariboisière este un spital parizian situat la nr. 2, rue Ambroise Paré din arondismentul 10 al Parisului. A fost construită în secolul al XIX-lea în foișoare în conformitate cu teoriile igieniste. Și-a deschis porțile în 1854 și este un spital didactic al Universitatea Paris Cité.
Momentele includ monumentul funerar, de Carlo Marochetti, al Élisa de Lariboisière, care a donat o mare parte din fondurile pentru construcția spitalului.